# Dom Basílio
Dom Basílio is een gemeente in de Braziliaanse deelstaat Bahia. De gemeente telt 11.620 inwoners (schatting 2009).